# Arthur Bell (aviron)
Arthur Bell, né le 20 février 1899 à Toronto et mort le 23 février 1963 dans la même ville, est un rameur d'aviron canadien.

## Palmarès

### Jeux olympiques
- Paris 1924
  -  Médaille d'argent en deux barré[1].